# Marouen Maggaiz

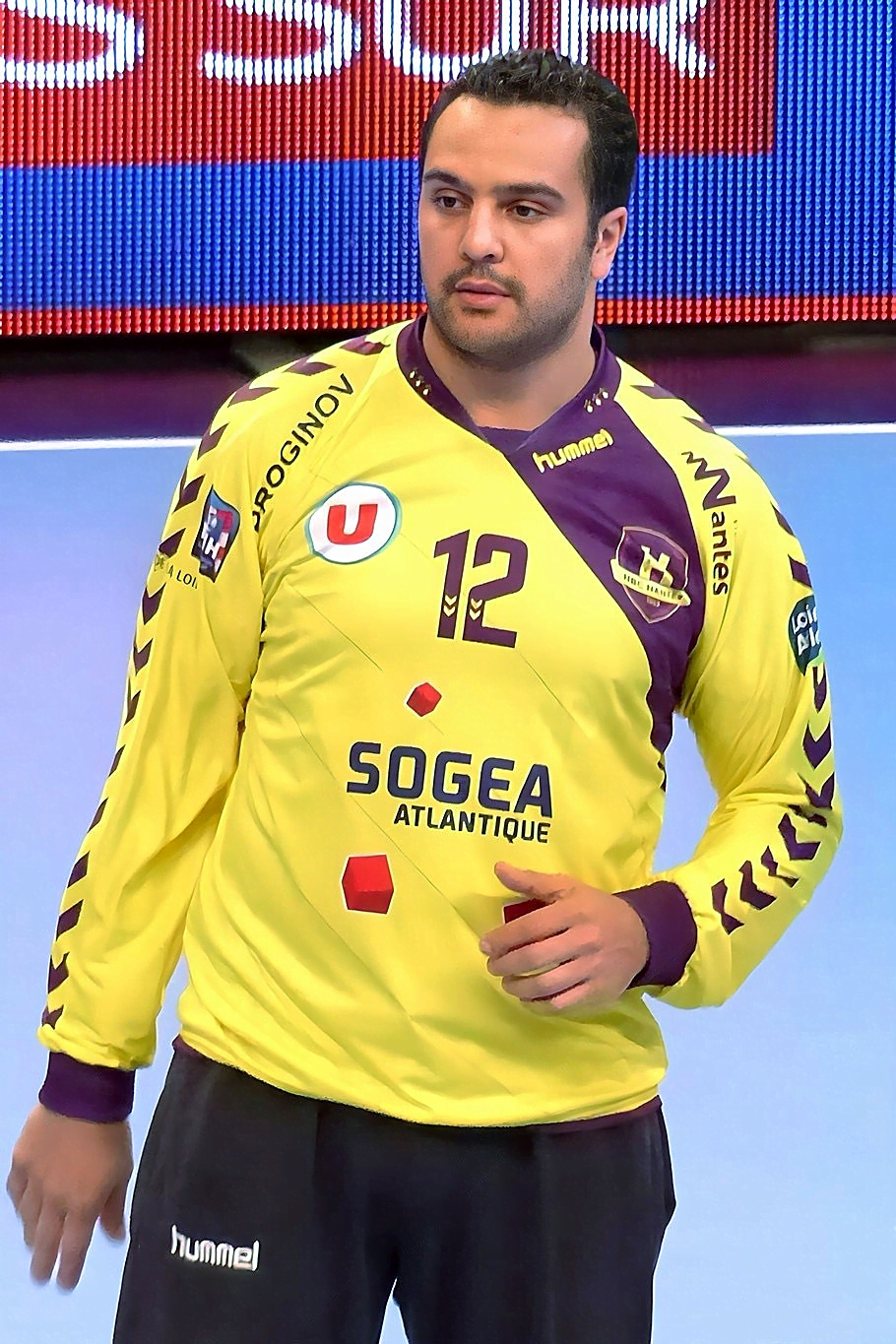
Marouen Maggaiz (2014)

Marouen Maggaiz, auch Marouène Maggaiez (geboren am 28. Juli 1983 in Béni Khiar), ist ein aus Tunesien stammender Handballtorwart.

## Vereine

### Karriere
Der 1,91 Meter große Torwart begann mit dem Handball in Tunesien bei El Baath sportif de Béni Khiar und war ab 2005 bei Étoile Sportive du Sahel unter Vertrag. Ab 2006 lief er in Frankreich in der ersten Liga bei Montpellier HB auf und ab 2008 beim HBC Nantes. Im Jahr 2014 ging er zurück nach Tunesien und spielte bei Espérance Tunis. Im August 2017 wechselte er nach Deutschland in die 2. Bundesliga zu HBW Balingen-Weilstetten. Ab 2018 war er in Rumänien bei CSM Bukarest aktiv. Er wechselte im Jahr 2019 nach Katar zu al-Wakrah SC und von dort im Jahr 2020 für zwei Monate zu al-Shamal SC. Im Jahr 2020 spielte er bei Club Africain Tunis. Seit der Spielzeit 2021/2022 steht er bei al-Duhail SC in Doha unter Vertrag.
Mit den Teams aus Montpellier, Nantes und Bukarest spielte er auch in internationalen Wettbewerben mit, so in der EHF Champions League, dem EHF-Pokal und dem EHF Challenge Cup. Mit dem Team aus Doha spielt er beim IHF Super Globe 2021.

### Erfolge
Er gewann mit Étoile sportive du Sahel im Jahr 2005 und mit Espérance Tunis in den Jahren 2016 und 2017 die tunesische Meisterschaft. Mit ES Tunis gewann er zudem im Jahr 2015 den afrikanischen Pokal der Pokalsieger und 2016 den afrikanischen Supercup. Mit Montpellier gewann er im Jahr 2008 die französische Meisterschaft, den Coupe de France und den Coupe de la Ligue française, den er mit dem Team auch schon 2007 erringen konnte. Mit al-Shamal gewann er den arabischen Pokal der Pokalsieger 2020.
Mit CSM Bukarest gewann er in der Spielzeit 2018/2019 den EHF Challenge Cup. Mit HBC Nantes stand er im Finale des EHF-Cups der Spielzeit 2012/2013.

## Nationalmannschaft

### Karriere
Marouen Maggaiz stand 207 mal im Aufgebot der tunesischen Nationalmannschaft. Er spielte unter anderem bei den Olympischen Spielen 2012 in London und den Olympischen Spielen 2016 in Rio de Janeiro.  Er nahm an mehreren Weltmeisterschaften teil (2005, 2007, 2009, 2013, 2015, 2019, 2021).

### Erfolge
Mit der Auswahl gewann er mehrmals die Afrikameisterschaft (2006, 2010, 2012, 2018). Im Jahr 2005 gewann er mit Tunesien die Bronzemedaille bei den XV. Mittelmeerspielen in Almería.